# Décaméthylferrocène
Le décaméthylferrocène, ou bis(pentaméthylcyclopentadiényl)fer(II), est un complexe de coordination de formule chimique (η5-C5(CH3)5)2Fe. Il s'agit d'un composé sandwich formé de deux anions pentaméthylcyclopentadényle (CH3)5C5−, souvent noté Cp*−, prenant en sandwich un cation ferreux Fe2+ par des liaisons haptiques η5. Il peut être également vu comme du ferrocène (η5-C5H5)2Fe dont chaque atome d'hydrogène est remplacé par un groupe méthyle sur chaque cycle cyclopentadiényle C5H5−. Il peut être abrégé de différentes manières, notamment DmFc, Me10Fc ou FeCp*2. Il se présente comme un solide jaune orangé cristallisé et est utilisé au laboratoire comme réducteur faible. Le fer(II) s'oxyde facilement en fer(III), ce qui donne le cation monovalent décaméthylferrocénium [(η5-C5(CH3)5)2Fe]+ vert paramagnétique avec un électron célibataire, voire en des états d'oxydation supérieurs.

## Préparation
On obtient le décaméthylferrocène à partir du pentaméthylcyclopentadiène de la même manière que le ferrocène à partir de cyclopentadiényle. Cette méthode peut également être utilisée pour produire d'autres composés sandwiches à base de décaméthylcyclopentadiényle.
2 Li(C5Me5) + FeCl2 ⟶ Fe(C5Me5)2 + 2 LiCl.
Le produit peut être purifié par sublimation. FeCp*2 est en conformation décalée. La distance moyenne entre l'atome de fer et les atomes de carbone est de l'ordre de 205 pm. Cette structure a été confirmée par cristallographie aux rayons X.

## Réactions d'oxydoréduction
Tout comme le ferrocène, le décaméthylferrocène forme un cation stable car le fer(II) s'oxyde facilement en fer(III). Les groupes méthyle étant davantage donneurs d'électrons, le décaméthylferrocène est plus réducteur que le ferrocène. Dans une solution d'acétonitrile CH3CN, le potentiel d'oxydoréduction du couple [Cp*2Fe]+ / Cp*2Fe vaut −0,59 V, à comparer à la référence [Cp2Fe]+ / Cp2Fe dont le potentiel vaut −0,48 V dans le dichlorométhane CH2Cl2. En solution acide, le décaméthylferrocène réduit l'oxygène O2 en peroxyde d'hydrogène H2O2.
À l'aide d'oxydants puissants tels que le pentafluorure d'antimoine SbF5 ou le pentafluorure d'arsenic AsF5 dans le dioxyde de soufre SO2 ou XeF+/Sb2F11− dans HF/SbF5, le décaméthylferrocène s'oxyde pour donner un dication stable à fer(IV) de couleur brune. Les cycles Cp* sont parallèles dans le sel de Sb2F11− tandis qu'un angle de 17° est observé dans la structure cristalline du sel de SbF6−.